# Tading (Forstern)
Tading ist ein Gemeindeteil der Gemeinde Forstern im Landkreis Erding in Bayern.

## Geographie
Das Kirchdorf Tading liegt nordöstlich von Forstern im südlichen Landkreis Erding.

## Geschichte
Tading wird um das Jahr 1050 urkundlich erwähnt. Es zählte zur Obmannschaft Reithofen des Schergenamtes Reithofen des Landgerichts Erding. Das Kloster Seeon war bis 1803 größter Grundbesitzer am Ort.
Eine erste Kirche in Tading bestand laut den Konradinischen Matrikeln schon 1315. Die Wallfahrtskirche „Mariä Himmelfahrt“ in Tading wurde durch Fürstbischof Johann Franz Eckher von Kapfing und Liechteneck am 5. Oktober 1719 geweiht. Sie ist eine der bedeutendsten Marienwallfahrtsstätten in der Region. Über 6 Jahrhunderte lang gehörten Forstern, Tading und Harthofen als Filialen der Pfarrei Buch am Buchrain an. Erst im Jahr 1827 wurde Reithofen aus der Pfarrei Pemmering in die Pfarrei Buch am Buchrain „eingepfarrt“ und 19 Jahre später, also im Jahre 1846 mit den Filialen Forstern, Tading und Harthofen zur „Expositur Reithofen“ erhoben. Zu einer weiteren Umstrukturierung kam es, als die Expositur Reithofen 1965 durch die Gründung der Pfarrkuratie Forstern-Tading abgelöst wurde. 1969 schließlich wurde diese zur Pfarrei „Mariä Himmelfahrt“ mit der Wallfahrtskirche in Tading als Pfarrkirche erhoben.
Der Ort selbst gehört seit 1818 zur mit dem bayerischen Gemeindeedikt gegründeten Gemeinde Forstern.